# Các mộ táng Già Da
Các mộ táng Già Da (tiếng Hàn: 가야고분군) là một Di sản thế giới được UNESCO công nhận bao gồm 7 khu phức hợp lăng mộ của liên minh Già Da phát triển ở phần phía nam của Bán đảo Triều Tiên có niên đại từ thế kỷ 1 đến cuối thế kỷ 6. Thông qua sự phân bố địa lý và đặc điểm cảnh quan, loại hình chôn cất và đồ chôn cất cùng, các mộ táng chứng thực hệ thống chính trị đặc biệt của liên minh Già Da, trong đó các chính thể tồn tại bình đẳng tự trị trong khi chia sẻ những điểm chung về văn hóa. Sự ra đời của hình thức lăng mộ mới có sự phân cấp phản ánh những thay đổi về cấu trúc mà xã hội Già Da đã trải qua trong suốt lịch sử.
Bảy mộ táng là nơi chôn cất các nhà lãnh đạo cao nhất của bảy chính thể Già Da phát triển độc lập tại các địa điểm khác nhau trên khắp phần phía nam của Bán đảo Triều Tiên. Chúng đều nằm trên địa hình cao ở trung tâm của một chính thể là nơi tập trung nhiều mộ táng được xây dựng trong một thời gian dài. Sự phân bố rải rác của các cụm lăng mộ hoành tráng và phức tạp như nhau, biểu hiện của hoạt động chọn lựa và xây dựng các lăng mộ của những người có địa vị cao, chứng tỏ sự tồn tại của nhiều chính thể tự trị và quyền lực ngang nhau dưới ảnh hưởng của cùng một nền văn hóa.

## Danh sách
| Số hiệu UNESCO | Tên                                                       | Vị trí                      | Hình ảnh | Ghi chú |
| -------------- | --------------------------------------------------------- | --------------------------- | -------- | ------- |
| 1666-001       | Mộ táng Daeseong-dong (대성동 고분군)                     | Gimhae, Gyeongsang Nam      |          |         |
| 1666-002       | Mộ táng Marisan (말이산 고분군)                           | Haman, Gyeongsang Nam       |          |         |
| 1666-003       | Mộ táng Okjeon (옥전 고분군)                              | Hapcheon, Gyeongsang Nam    |          |         |
| 1666-004       | Mộ táng Jisan-dong (지산동 고분군)                        | Goryeong, Gyeongsang Bắc    |          |         |
| 1666-005       | Mộ táng Songhak-dong (송학동 고분군)                      | Goseong, Gyeongsang Nam     |          |         |
| 1666-006       | Mộ táng Yugok-ri và Durak-ri (유곡리와 두락리 고분군)     | Namwon, Jeolla Bắc          |          |         |
| 1666-007       | Mộ táng Gyo-dong và Songhyeon-dong (교동과 송현동 고분군) | Changnyeong, Gyeongsang Nam |          |         |